# Apostoliskt episkopala kyrkan
Den Apostoliska episkopala kyrkan (förkortas AEK) organiserades 1925–1927 i New York av den anglikanske prästen och professorn Arthur Wolfort Brooks. Han startade ett kyrkligt pionjärarbete bland nyinflyttade på Long Island, dit människor med skiftande samfundstillhörighet inflyttade. I denna skiftande trosmiljö skapade Brooks på uppdrag av ett missionssällskap en ekumenisk församling. Vid den här tiden kom en kaldeisk biskop, Antoine Lefberne, till New York för att stabilisera verksamheten bland de kaldeiskt troende. Innan Lefberne återvände till sitt hemland vigde han Brooks till biskop.
Genom professor Herman Philippus Abbinga som blev biskopsvigd av Brooks 1946 kom kyrkan också att etableras i Europa. År 1952 prästvigdes Dag Giverholt, Norge, och därmed inleddes verksamheten i Skandinavien. Den svensk-amerikanske AEK-biskopen Nilkolaus Cederholm lämnade aktiv tjänst i USA och flyttade hem till Sverige och vigde  Bertil Alexander Persson till biskop. Den senare är inte längre aktiv som biskop.
I USA har AEK haft ett nära samarbete med olika gammalkatolska kyrkor och aktivt arbetat inom Order of Corporate Reunion, en ekumenisk organisation med anglikanska rötter. Man har också verkat som apostolisk successionsgivare åt flera gammalkatolska kyrkor.